# Sonotrella spectata
Sonotrella spectata är en insektsart som beskrevs av Andrej Vasiljevitj Gorochov 2002. Sonotrella spectata ingår i släktet Sonotrella och familjen syrsor. Inga underarter finns listade i Catalogue of Life.